# Gnophos naryna
Gnophos naryna är en fjärilsart som beskrevs av Eugen Wehrli 1953. Gnophos naryna ingår i släktet Gnophos och familjen mätare. Inga underarter finns listade i Catalogue of Life.